# Знаешь, мама, где я был?
«Знаешь, мама, где я был?» (в мировом прокате — Rezo) — российский полнометражный мультфильм 2017 года, снятый Леваном Габриадзе по мотивам детских воспоминаний и рисунков своего отца, известного сценариста, художника, директора Театра марионеток Резо Габриадзе. Производство студии «Базелевс» при поддержке Министерства культуры РФ. Премьера состоялась 23 апреля 2018 года в демонстрационном зале и кинозалах ГУМа.

## Сюжет
Действие картины разворачивается в послевоенном селе Баноджа, недалеко от Кутаиси. Это зарисовки из жизни десятилетнего Резо, в мире которого реальность тесно переплетается с фантазиями и снами. Среди персонажей, населяющих этот мир, встречаются Лев Толстой, Сталин, Ленин и миниатюрный Ленин, вылезающий из ордена на его груди, библиотечная крыса Ипполит, пленный немецкий офицер, родственники, друзья и недруги Габриадзе.

## Создатели
| режиссёр                         | Леван Габриадзе                         |
| сценарист и художник-постановщик | Резо Габриадзе                          |
| художники-аниматоры              | Елизавета Астрецова, Светлана Матросова |
| оператор                         | Юрий Кокошкин                           |
| монтажёр                         | Мария Лихачёва                          |
| мастер визуальных эффектов       | Алексей Лебедев                         |
| композитор                       | Олег Карпачев                           |
| звукорежиссёр                    | Иван Титов                              |
| продюсер                         | Тимур Бекмамбетов                       |
| исполнительные продюсеры         | Тимур Асадов, Вероника Беленикина       |

## Факты
- Идея фильма возникла ещё в начале 1990-х годов. Тогда Резо Габриадзе сделал наброски героев, а Леван записал на камеру истории, рассказанные его отцом. К идее вернулись, когда Леван уже работал режиссёром на студии «Базелевс». Вместе с монтажёром Марией Лихачёвой они «сложили» из устных рассказов цельную историю. Резо Габриадзе нарисовал всех героев и декорации, которые были затем раскрашены и анимированы[3].
- Фильм выполнен в смешанной технике рисованной мультипликации и компьютерной перекладки (известной также как метод плоской марионетки, когда персонажа делят на части и покадрово снимают движения, перекладывая части тела/реквизита) с использованием видеовставок с Резо Габриадзе[4].
- В фильме часто слышен закадровый смех, записанный во время пробных просмотров. Его не смогли «вычистить» из звуковой дорожки и решили оставить[3].
- Первая работа в кино Резо Габриадзе со времён советско-французско-австрийско-израильской постановки «Паспорт».
- Главную музыкальную тему фильма сочинил и исполнил композитор Олег Карпачев. В фильме также звучит классическая музыка, народные песни и мелодии[5].

## Награды
- 2018 — Лучший полнометражный фильм по итогам XXIII Открытого российского фестиваля анимационного кино (Cуздаль)[4].
- 2018 — Национальная анимационная премия «Икар».
- 2018 — Приз Европейского Международного Кинофестиваля (Париж) за лучший европейский независимый документальный фильм (вручён Левану Габриадзе)[6].
- 2018 — Азиатско-Тихоокеанская кинопремия (Брисбен) за лучший анимационный фильм[7].
- 2018 — Национальная премия «Лавровая ветвь» за лучший арт-фильм[8].

## Критика
«Увидев „Знаешь, мама, где я был“, выходишь из кино, желая отдать фильму все премии мира. А следующая мысль: описать фильм нельзя. Как цветок, как Бесамемучо (напевать можно, а рассказать нет). И вместо того, чтобы рассказать про кино, пытаешься объяснить, почему это невозможно». Александр Минкин
«Удивительным образом рассказы Резо легко переносят в то детство, которого у зрителя быть попросту не могло — и все же ощущается оно как собственное. Только ради этого ощущения уже стоит посмотреть „Знаешь, мама, где я был?“: шанс вернуться в детство дается не каждый день, тем более пережить его в столь ярких красках». Сергей Сергиенко

«Просмотр фильма не отнимет у вас много времени, за вычетом финальных титров хронометраж не дотягивает даже до часа, но открытый мир, выстроенный из набросков, выполненных самим Резо Габриадзе, надолго засядет у вас внутри, ведь сравнить необычную графическую технику главного героя не с чем, а перепутать с другими невозможно». Евгений Ухов